# Tratatul de independență a Austriei

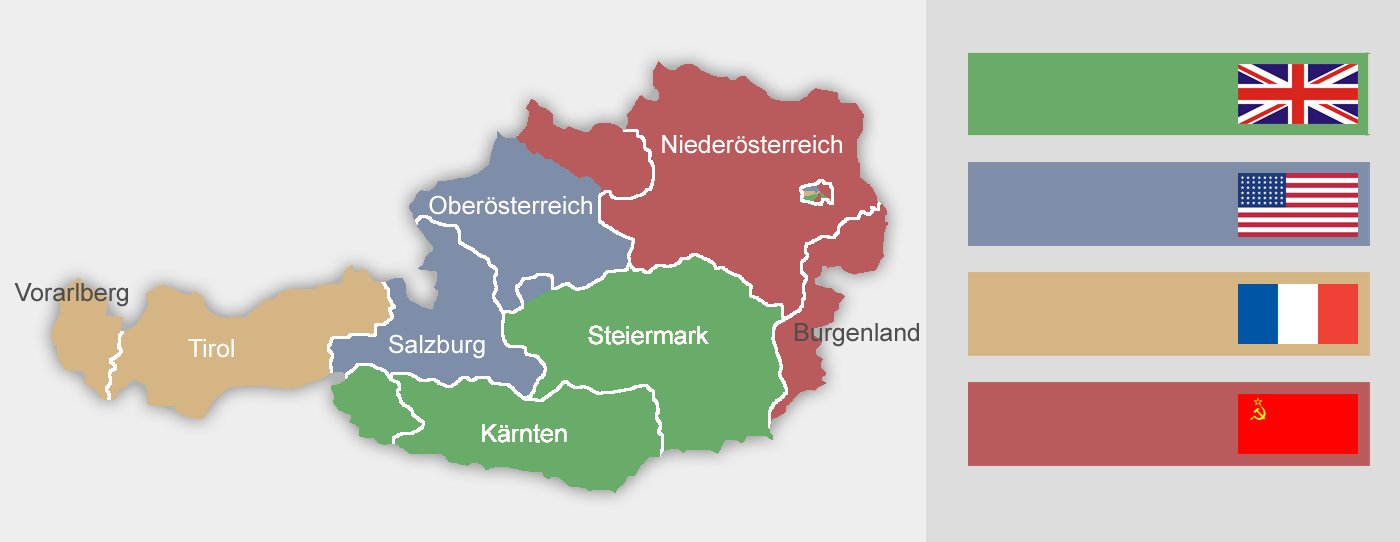
Zonele de ocupație din Austria, 1945-1955

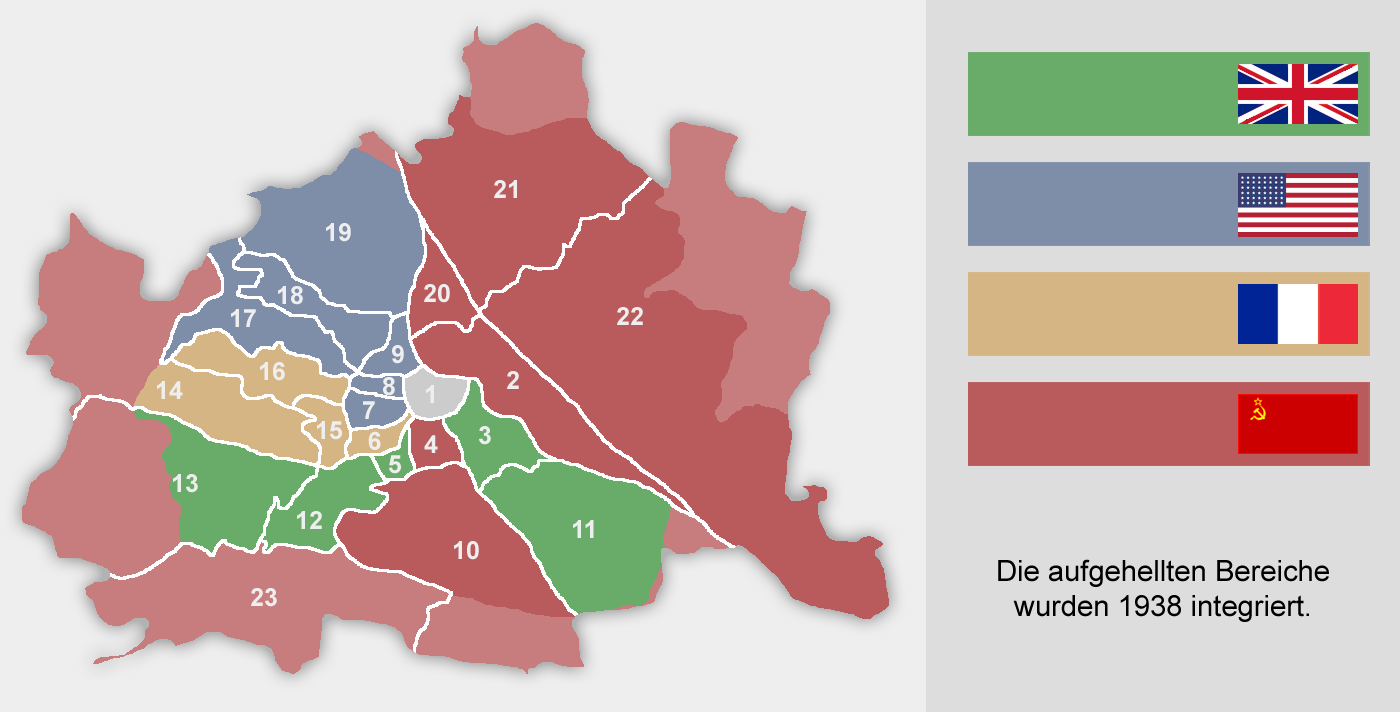
Zonele de ocupație din Viena, 1945-1955

Tratatul de Stat al Austriei sau Tratatul de independență a Austriei (în germană Österreichischer Staatsvertrag) a reînființat Austria ca stat suveran. El a fost semnat la 15 mai 1955, la Palatul Belvedere din Viena de către puterile aliate ocupante (Franța, Regatul Unit, Statele Unite și Uniunea Sovietică) și de guvernul austriac. El a intrat oficial în vigoare la 27 iulie 1955.
Titlul său complet a fost „Tratat de reînființare a unei Austrii independente și democratice, semnat la Viena la 15 mai 1955” (în germană Staatsvertrag betreffend die Wiederherstellung eines unabhängigen und demokratischen Österreich, unterzeichnet in Wien am 15. Mai).

## Generalități și structură
Tratatul a reînființat Austria ca stat independent, suveran și democratic. Baza acestui tratat este Declarația de la Moscova din 30 octombrie 1943.
Semnatarii tratatului au fost miniștrii de externe ai țărilor: Viaceslav Molotov (URSS), John Foster Dulles (SUA), Harold Macmillan (Regatul Unit) și Antoine Pinay (Franța) în numele Aliaților, respectiv Leopold Figl în calitate de ministru de externe al Austriei, precum și de cei patru înalți comisari ai puterilor ocupante: Ivan I. Iliciov (URSS), Geoffrey Arnold Wallinger (Regatul Unit), Llewellyn E. Thompson Jr. (SUA), Roger Lalouette (Franța).
Tratatul a fost compus din 9 părți:
- Preambul
- Dispoziții politice și teritoriale
- Dispoziții militare și legate de transportul aerian
- Despăgubiri de război
- Dreptul de proprietate, legi și interese
- Relații economice
- Reguli de rezolvare a disputelor
- Dispoziții economice
- Dispoziții finale

## Dezvoltarea
Primele tentative de negociere a unui tratat s-au făcut de către primul guvern postbelic. Ele au eșuat însă întrucât aliații doreau mai întâi să semneze un tratat de pace cu Germania. Un tratat a devenit mai puțin probabil odată cu începerea Războiului Rece. Pe parcursul negocierilor, Austria a reușit să-și păstreze partea sa din Carintia în pofida revendicărilor teritoriale venite din partea Iugoslaviei comuniste, deși problema potențialei reunificări cu Tirolul de Sud anexat de Italia de la Austro-Ungaria în 1919, nu a fost tratată. Climatul negocierilor s-a ameliorat după moartea lui Stalin în 1953, iar negocierile cu ministrul sovietic de externe Molotov au ajuns la o concluzie în februarie 1955.

## Punctele importante ale tratatului
Pe lângă reglementările generale și recunoașterea statului austriac, au fost detaliate explicit drepturile minorităților slovenă și croată. Anschlussul (unirea politică) cu Germania, așa cum a avut loc în 1938, a fost interzisă. Organizațiile naziste și fasciste au fost și ele interzise.
Mai mult, Austria a anunțat că se va declara permanent neutră după adoptarea tratatului. URSS își exprimase dorința pentru o asemenea declarație de neutralitate ca garanție că aceasta nu va adera la NATO după retragerea armatei sovietice. Neutralitatea Austriei nu făcea parte din textul inițial al tratatului, ci a fost adăugată de parlamentul austriac.

## Rezultat
Ca urmare a tratatului, Aliații au părăsit teritoriul austriac la 25 octombrie 1955. Ziua de 26 octombrie este sărbătoare națională în Austria și comemorează Declarația de Neutralitate adoptată în acea zi.